# Бевиньяни, Энрико
Энрико Модесто Бевиньяни (итал. Enrico Modesto Bevignani; 29 сентября 1841, Неаполь — 29 августа 1903, Неаполь) — итальянский дирижёр, клавесинист

, композитор и импресарио, который с 1874 по 1883 годы жил и работал в России. 
Учился в консерватории Сан-Пьетро-а-Майелла у Джузеппе Альбанезе, Сальваторе Лавинья, Джузеппе Лилло и Джузеппе Стаффы. Несмотря на то, что его опера «Катерина Блум» была хорошо принята зрителями и критиками на премьере в Театре Сан-Карло в 1862 году, Бевиньяни никогда больше не писал для сцены, и оставил после себя лишь несколько камерных произведений, фортепьянных сюит и салонных романсов.
В 1864 году Бевиньяни переехал в Лондон, где стал главным клавесинистом в Театре Её Величества, также иногда выступал как дирижёр. В 1871 был назначен главным дирижёром Королевской оперы Лондона и оставался на этом посту семь лет. В 1870-х годах также дирижировал в театре La Fenice. В 1876 году дирижировал первой в Лондоне постановкой оперы Джузеппе Верди «Аида».
В 1874—1881 годах работал сначала дирижёром Мариинского театра в Санкт-Петербурге, а затем дирижёром Большого театра в Москве. Довольно долго управлял итальянской оперой в Петербурге, где иногда устраивал и концерты с оркестром и солистами-певцами. Впоследствии по смерти Шрамека (1874) управлял оперой Московского Большого театра (до 1882 года). По его настойчивому желанию и в его бенефис впервые была поставлена опера Чайковского «Евгений Онегин» (1879). Бевиньяни дирижировал впервые на сцене Большого театра операми «Демон» А. Г. Рубинштейна (1879) и «Снегурочка» (1885) Н. А. Римского-Корсакова. Совместно с французским скрипачом Л. Визентини был инициатором утренних концертов в зале Дворянского собрания при участии солистов и оркестра Итальянской оперы (1879—1889). В 1883 году получил крест ордена Святого Станислава.
В том же году Бевиньяни переехал в Нью-Йорк и стал дирижёром Метрополитен-оперы, где дирижировал в общей сложности 411 спектаклями, вплоть до ухода из театра в 1900 году из-за проблем с сердцем. В 1890-х годах дирижировал в качестве гостя в Берлинской Государственной опере и Венской Государственной опере.
Бевиньяни увлекал слушателей живостью, темпераментом, мастерством оркестрового аккомпанемента. Написал несколько итальянских романсов, из которых иные имели довольно большую популярность в своё время. Занимался педагогической деятельностью.
После ухода из театра жил в родном Неаполе, где и умер на 62-м году жизни.